# ウェリントン公爵の肖像 (ゴヤ)
『ウェリントン公爵の肖像』（ウェリントンこうしゃくのしょうぞう、西: Portrait of the Duke of Wellington, 英: Portrait of the Duke of Wellington）は、スペインのロマン主義の巨匠フランシスコ・デ・ゴヤが1812年から1814年に制作した絵画である。油彩。半島戦争で戦ったイギリスの将軍、初代ウェリントン公爵アーサー・ウェルズリーを描いている。ゴヤがウェリントン公爵を描いた3点の肖像画のうちの1つで、ウェリントン公爵がマドリードに入った直後の1812年8月に描き始められた。ゴヤはウェリントン公爵を全身赤色の軍服を着て半島勲章を身に着けた姿で描いたのち、1814年に修正を加え、黒金で編まれた襟がある正装の軍服を着た姿で描き、ウェリントン公爵が暫定的に授与されていた金羊毛勲章と3つの留め金が付いた陸軍金十字勲章を追加した。現在はロンドンのナショナル・ギャラリーに所蔵されている。またアプスリー・ハウス所蔵の『ウェリントン公爵騎馬像』（El duque de Wellington a caballo）のために制作され、本作品の基礎としても機能した習作素描が大英博物館に所蔵されている。

## 作品
この肖像画はおそらくマドリードで実際にウェリントン公爵を見て描かれた。ウェリントン公爵は1812年7月22日のサラマンカの戦いで勝利を収め、1812年8月12日に意気揚々とマドリードに入城したものの、長期の遠征で疲弊していた。ゴヤが描いた肖像画はその疲れが如実に表れており、公爵が身に着けた赤色の軍服や勲章とは裏腹に、その顔は衰弱し、軍事的成功に対する勝利や誇りの感覚を見て取ることはできない。半身像として描かれた肖像画は、右を向いて頭部をわずかに左に向け、鑑賞者に向かって四分の三正面の横顔で示している。公爵はおそらく比較的控えめな身長に対抗するため、頭を高く上げて真っ直ぐに立っている。
顔は注意深く描かれているが、勲章が少ないタッチで要点だけを捉えて描写され、多大なエネルギーを費やして迅速に仕上げられた。目や口などの一部の領域では、明るい部分と暗い部分の間に強いコントラストを生み出すために茶色の下塗りが見えたままになっている。
ウェリントン公爵は軍服にいくつかの従軍勲章をつけている。左の胸にはイギリスのバス勲章（一番上、1804年授与）、ポルトガルの塔と剣勲章（一番上、1804年授与）、スペインのサン・フェルナンド十字勲章（右下、1812年授与）の3つの勲章がついている。また右肩に2本の幅広の帯、バス勲章のピンクの帯の上に、塔と剣の勲章の青い帯を掛けている。首には赤いリボンの金羊毛勲章と（1812年8月に授与）、その下にピンクと青の長いリボンの陸軍金十字勲章を掛けている。公爵は陸軍金十字勲章の9個あるすべての金の留め金を受け取る権利を持っていたが、肖像画では3個だけが描かれており、おそらく1812年夏の肖像画制作が開始される以前に行われた戦いを示している。
1812年、ゴヤは現在大英博物館に所蔵されているウェリントン公爵のチョーク画と、1812年9月にマドリードの王立サン・フェルナンド美術アカデミーで展示され、現在アプスリー・ハウスに展示されている油彩によるウェリントン公爵の大きな騎馬肖像画を完成させた。1960年のX線撮影を用いた科学的調査分析により、この騎馬肖像画は、おそらくもともとはマヌエル・デ・ゴドイかジョゼフ・ボナパルトが描かれており、後からウェリントン公爵の頭部だけ描き加えられていることが判明した。

## 来歴
この絵画はウェリントン公爵によって購入され、第7代リーズ公爵フランシス・ダーシー＝オズボーンの妻で、初代ウェルズリー侯爵リチャード・ウェルズリー（ウェリントン公爵の兄）の義理の妹にあたるルイーザ・キャサリン・ケイトン（Louisa Catherine Caton）によって所有された。彼女の最初の夫、準男爵フェルトン・ハーヴェイ＝バサーストはイベリア半島でウェリントン公爵とともに戦い、1811年から1814年にかけて第14軽竜騎兵隊を指揮したのち、ワーテルロー戦役ではウェリントン公爵の幕僚となり、1815年7月3日のサン＝クルー条約の調印ではウェリントン公爵の代表として参加した。その後、肖像画はリーズ公爵家で相続されていたが、第11代リーズ公爵ジョン・オズボーンによって1961年にサザビーズで競売にかけられた。ニューヨークの実業家・美術収集家チャールズ・ビアラー・ライズマンは14万ポンド（2023年の393万6,285ポンドに相当）で落札したが、ウルフソン財団は10万ポンドを提供し、政府はライツマンの入札に合わせて財務省から特別補助金4万ポンドを追加して、ナショナル・ギャラリーのために肖像画を入手した。美術館で初めて展示されたのは1961年8月2日であった。

## 盗難事件
肖像画はナショナル・ギャラリーで展示されてからわずか19日後の1961年8月21日、ケンプトン・バントンというバスの運転手によって盗まれた。
この盗難事件は話題を呼び、翌1962年のジェームズ・ボンドの第1作目の映画『007は殺しの番号』（Dr. No）でも取り上げられるほど大衆文化に浸透した。この映画では肖像画はジュリアス・ノーの隠れ家に飾られており、肖像画を盗んだ犯人がジェームズ・ボンドの最初の悪役であったことを示唆している。映画の美術監督ケン・アダムが描いた小道具は映画のプロモーションに使用されたが、その後それ自体が盗難に遭った。
この盗難事件から4年後、バントンは新聞社に連絡して、バーミンガム・ニューストリート駅の手荷物一時預かり所を通じて自ら肖像画を返却し、1965年7月に肖像画とその額縁を持ち去ったと告白した。ジェレミー・ハッチンソンが弁護した注目の裁判の後、バントンは肖像画を盗んだ罪では無罪となったが、額縁を盗んだ罪では有罪となった。
この盗難事件は、2015年10月に放送されたBBC Radio 4のドラマ『ケンプトンと公爵』（Kempton and the Duke）の主題となった。さらに盗難事件とその後の裁判は、ロジャー・ミッシェル監督、ジム・ブロードベントとヘレン・ミレン主演の映画『ゴヤの名画と優しい泥棒』（The Duke）で描かれ、2022年2月25日にイギリスで劇場公開された。

## ギャラリー

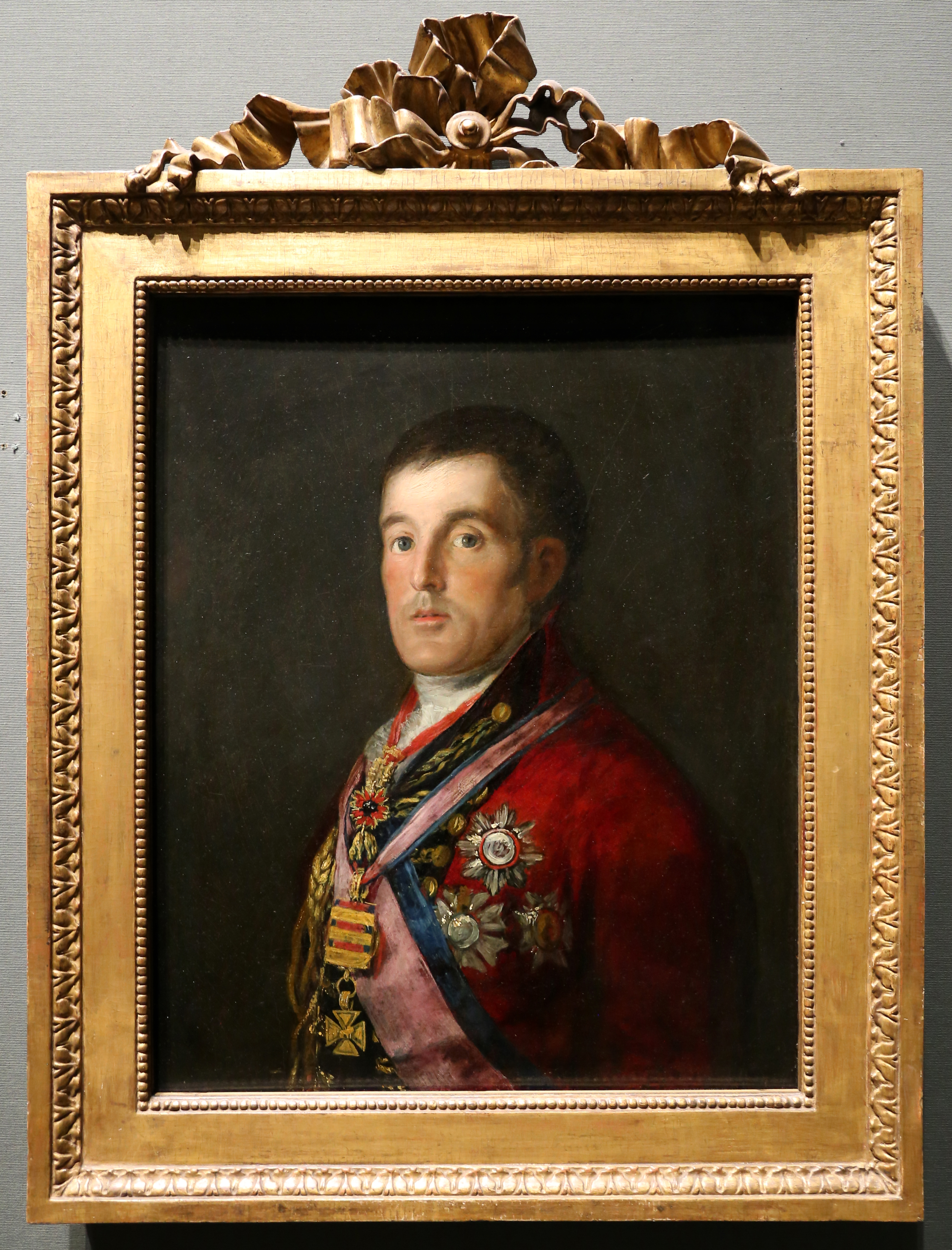
額縁
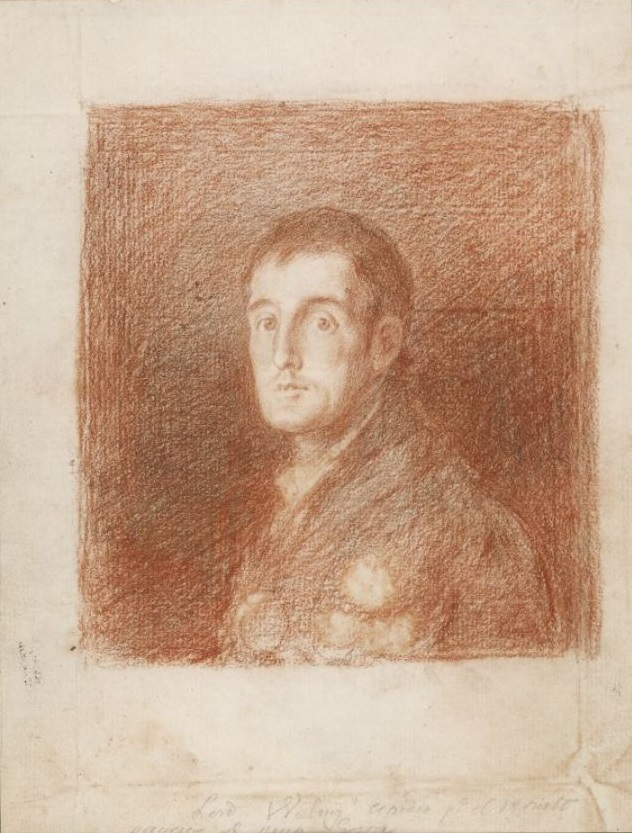
ゴヤによる素描 1812年 大英博物館所蔵
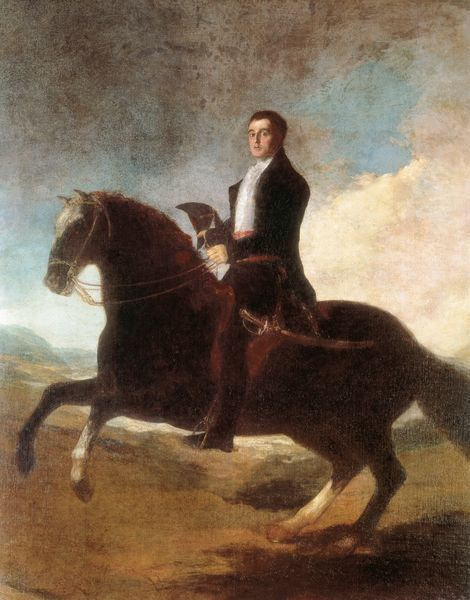
ゴヤ『初代ウェリントン公爵騎馬像』1812年 アプスリー・ハウス所蔵